# Rtanj (montagne)
Pour les articles homonymes, voir Rtanj.
Les monts Rtanj (en serbe : Планина Ртањ et Planina Rtanj) sont un massif montagneux de l'est de la Serbie. Ils font partie de la chaîne des Carpates serbes. Le point culminant du massif est le mont Šiljak, qui s'élève à 1 570 m. Le massif se caractériste par son relief karstique.

## Géographie

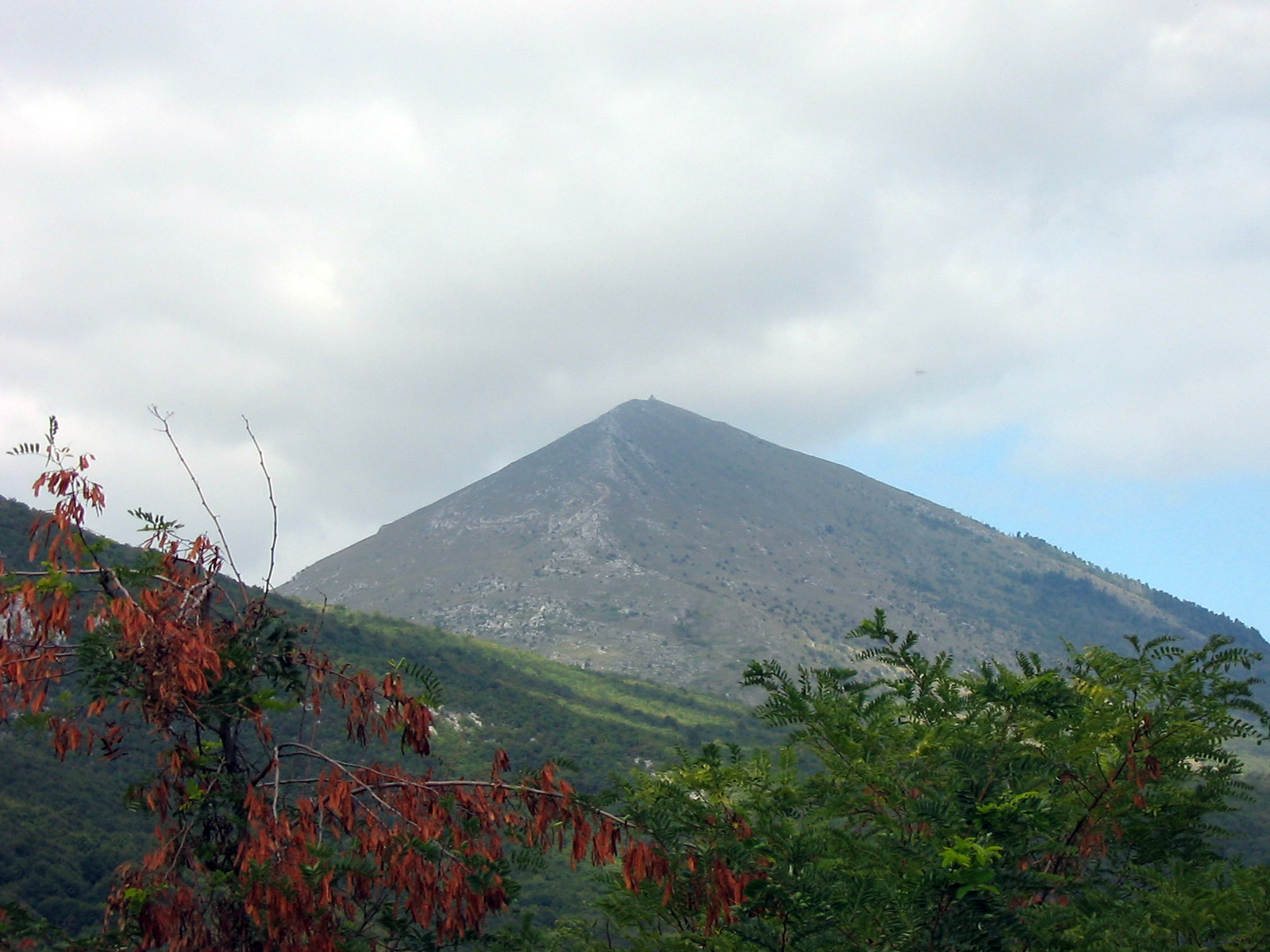
Vue du mont Šiljak depuis l'est.

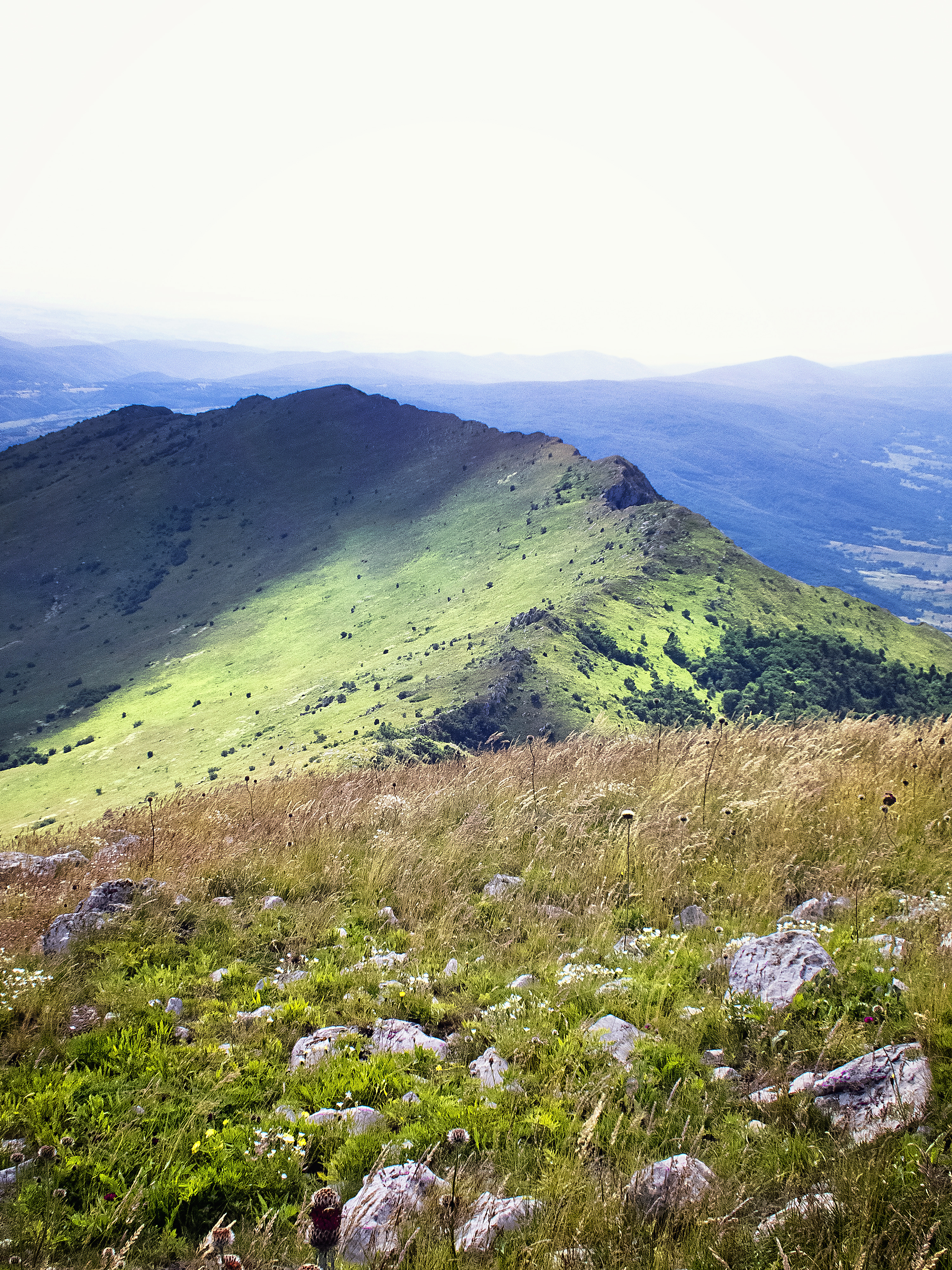
Autre vue du mont Rtanj

Les monts Rtanj se trouvent à environ 200 km au sud-est de Belgrade, près de la ville de Boljevac.
La partie septentrionale du massif est couverte de forêts et pâturages ; les sources s'y rencontrent en abondance. Une zone de chasse s'y étend sur 6 368 ha ; on y trouve notamment des chevreuils et des sangliers.

## Légende et histoire
Depuis 1932, une petite chapelle se trouve sur le mont Šiljak, dédiée à Saint Georges. Un projet a été conçu en vue de la restaurer.
La tradition évoque des mines d'argent et de pierres précieuses situées sur les monts Rtanj ; on y attache également la légende d'un château, construit sur les hauteurs du massif, habité par des fées et abritant un trésor inestimable. Des chercheurs de trésors, munis de dynamite, se sont rendus sur les monts Rtanj, y endommageant la chapelle[réf. nécessaire].
Les monts Rtanj étaient, avec Bugarach, l'un des deux seuls lieux en Europe qui, selon les théoriciens de la fin du monde, auraient dû être épargnés, le 21 décembre 2012, date à laquelle ils furent envahis par les adeptes de cette théorie.